# GarageBand
A GarageBand az Apple Inc. iLife szoftvercsomagjának eleme, többsávos zene rögzítésre, szerkesztésre és vágásra alkalmas. Minden új Macintosh számítógépre előretelepített, ahogy az iLife csomag többi eleme (iPhoto, iMovie, iDVD és iWeb) is. A GarageBand professzionális változata a Logic Studio Pro, amely képes a GarageBandben mentett állomány megnyitására. Az alkalmazás iPaden is elérhető.

## GarageBand szolgáltatások

### Hangrögzítés
A GarageBand korszerű hangvágó stúdió, amely képes többsávos hangrögzítésre. A beépített szűrőkkel már a rögzítésnél javítható, módosítható a felvétel. Az automatikus végfok szabályzás segít a felvételkor.

### Virtuális szoftveres hangszerek
A Macintosh számítógéphez USB vagy MIDI billentyűzetet használva – esetleg a képernyőn megjelenített – rögzített dallamot több mint száz szoftveres hangszerként képes megszólaltatni. A programhoz öt bővítő csomagban – JamPack Remix Tools, Rhythm Section, Symphony Orchestra, World Music és Voices – kapható további virtuális hangszer.

### MIDI
A program olvassa a MIDI állományt, amely akár kotta-nézetben is szerkeszthető. A MIDI állomány szerkesztési képesség azonban korlátozott, minden GarageBand frissítés csökkenti a hiányosságot.

### Zongora- és gitáróra
A kilences GarageBand újdonságként mutatta be a zongora és gitárleckéket. Ezek egy része ingyen letölthető a GarageBandet használva a netről, más részük fizetés ellenében vásárolható meg. Ez utóbbiakban ismert zenészek egy-egy slágerük lejátszását tanítják meg. A 11-es verzió már képes értékelni zongora- vagy gitár-játékunkat, százalékosan, hangjegy–pontosan mutat rá hibánkra. A leckéket HD mozival, ujjtartást tanító animációval kíséri a GarageBand.

## Történet
Az Apple 2002 júliusában felvásárolta a német Emagic nevű céget, amely Dr. Gerhard Lengeling vezetésével fejlesztette a Logic Audio nevű alkalmazást. Ebből lett az Apple-nél a GarageBand. A programot Steve Jobs 2004. január. 6-án mutatta be. A GarageBand 2005 elején jelent meg, ekkor lett a program MIDI-barát. A hármas verzió, amely egy évvel később került forgalomba, több száz hangminta mellett „jingle”-ket kínált, ezek pár másodperces zenék, hangeffektek. A négyes GarageBandet az iLife 08 részeként mutatták be. (Az Apple az iLife csomag és az ezt alkotó programok sorszámozását nem egyesítette, a felhasználók jellemzően az iLife verziószámot használják az egyes alkalmazások beazonosítására.) A 2009-ben megjelent GarageBand újdonsága volt a zongora- és gitárlecke.

## Külső hivatkozások
- Magyar nyelvű hivatalos oldal
- Mit tud a GarageBand 11? (magyar hangalámondás, 2:42)